# Alexander Pschera (Leichtathlet)
Alexander Pschera (* 28. April 1988 in Karl-Marx-Stadt) ist ein deutscher Sprinter.

## Leben
Im Alter von zehn Jahren kam der damalige Grundschüler durch seinen Vater, selbst ein ehemaliger Leichtathlet und Trainer, zur Leichtathletik. Er absolvierte erfolgreich die Aufnahmeprüfung am Sportgymnasium Chemnitz und trat dem LAC Erdgas Chemnitz bei. 2002 wechselte er in die Sprinttrainingsgruppe um den damaligen Bundestrainer Peter Dost.
Bei seiner ersten Teilnahme an den Deutschen Jugendmeisterschaften 2004 in Jena verpasste er um nur eine Hundertstelsekunde das Finale über 400 Meter der U18, im Rahmen der 4-mal-100-Meter-Staffel gewann er jedoch mit Bronze seine erste Medaille bei nationalen Titelkämpfen. Ein Jahr später verhinderte eine Erkrankung am Pfeifferschen Drüsenfieber eine mögliche Teilnahme an den U18-Weltmeisterschaften. Dennoch wurde er deutscher Vizejugendmeister über 400 sowie Vierter über 200 Meter.
In der Saison 2006 erlitt Pschera eine Schilddrüsenentzündung, welche ihn wieder von besseren Leistungen abhielt. Trotzdem errang er bei den deutschen Jugendmeisterschaften Bronze mit der 4-mal-400-Meter-Staffel. In der darauffolgenden Hallensaison wurde er zum ersten Mal ins Aufgebot der deutschen Nationalmannschaft im Rahmen des U20-Länderkampfes in Vittel berufen. Die Qualifikation zu den U20-Europameisterschaften 2007 in Hengelo gelang erst im letzten Nominierungswettkampf, da Pschera zuvor an einer Fußverletzung laborierte. Dort gewann er als Mitglied der deutschen 4-mal-400-Meter-Staffel Silber -– wie auch über 400 Meter bei den anschließenden deutschen Jugendmeisterschaften. Im Jahre 2008 wechselte Pschera zum Dresdner SC, beendete jedoch nach erneuter Erkrankung am Pfeifferschen Drüsenfieber seine Karriere. Alexander Pschera hat bei einer Körpergröße von 1,85 m ein Wettkampfgewicht von 69 kg. Seit Januar 2011 bestreitet er wieder Wettkämpfe.

## Persönliche Bestleistungen
| Disziplin | Leistung | Datum            | Ort                           |
| --------- | -------- | ---------------- | ----------------------------- |
| 60 Meter  | 6,68 s   | 25. Februar 2012 | Karlsruhe, Deutschland        |
| 100 Meter | 10,40 s  | 19. Mai 2012     | Jena, Deutschland             |
| 200 Meter | 21,41 s  | 15. Juni 2011    | Osterode am Harz, Deutschland |
| 400 Meter | 47,66 s  | 5. August 2007   | Ulm, Deutschland              |